# Novozelandski muzej Te Papa Tongarewa
Novozelandski muzej Te Papa Tongarewa je novozelandski narodni muzej v Wellingtonu. Muzej, poznan kot Te Papa ali 'Naš kraj', je bil odprt leta 1998 po združitvi Narodnega muzeja in Narodne umetniške galerije. Vsako leto ga obišče več kot 1,5 milijona ljudi. Te Papa deluje v skladu z dvokulturno filozofijo in poudarja žive zgodbe za svojimi kulturnimi zakladi
Filozofija Te Pape poudarja živi obraz za njegovimi kulturnimi zakladi, od katerih mnogi ohranjajo globoke vezi s predniki - z avtohtonimi Maori. Muzej priznava partnerstvo, ki je bilo ustvarjeno s podpisom Waitangijske pogodbe, te Tiriti o Waitangi iz leta 1840.

## Zgodovina

### Kolonialni muzej
Prvi predhodnik Te Papa je bil Kolonialni muzej, ustanovljen leta 1865, s Sir Jamesom Hectorjem kot ustanovnim direktorjem. Muzej je bil zgrajen na Museum Street, približno na lokaciji današnje poslovne stavbe Defense House. Muzej je dal prednost znanstvenim zbirkam, pridobil pa je tudi vrsto drugih predmetov, pogosto z donacijami, vključno z grafikami in slikami, etnografskimi zanimivostmi in antičnimi predmeti. Leta 1907 se je Kolonialni muzej preimenoval v Dominionski muzej in se osredotočil širše. Zamisel o razvoju javne umetniške galerije v Wellingtonu je pridobivala podporo in Zakon o znanosti in umetnosti iz leta 1913 je utrl pot nacionalni umetniški galeriji v isti stavbi.

### Kolokacija z Narodno galerijo
Po sprejetju zakona o Narodni umetniški galeriji in Dominionskem muzeju leta 1930 sta si obe instituciji delili en sam upravni odbor. Leta 1934 se je Narodna umetniška galerija preselila v stavbo Dominionskega muzeja in vključila Novozelandsko akademijo lepih umetnosti, ki je prodala svoje zemljišče in izkupiček skupaj z začetno zbirko donirala novi organizaciji. Zgodnje imetje je bilo v veliki meri sestavljeno iz donacij in zapuščin, vključno s tistimi Harolda Beauchampa, T. Lindsaya Buicka, arhidiakona Smytheja, N. Chevalierja, J. C. Richmonda, Williama Swainsona, škofa Monrada, Johna Ilotta in Rexa Nan Kivella. Leta 1936 je bila na ulici Buckle Street odprta nova stavba za obe zbirki kot del novozgrajenega nacionalnega vojnega spomenika. Leta 1985 so Narodni umetnostni galeriji dodali začasno razstavišče. Lopa 11 the Temporary/Contemporary je bila na obali Wellingtona v predelanem industrijskem skladišču, zgrajenem leta 1905 in je do leta 1992 razstavljala sodobno umetnost, lokalno in mednarodno.

### Te Papa
Muzej Te Papa je bil ustanovljen leta 1992 z zakonom Museum of New Zealand Te Papa Tongarewa Act 1992. Del naloge za Te Papa je bilo raziskovanje nacionalne identitete Nove Zelandije. Te Papa Tongarewa dobesedno pomeni 'posoda zakladov' ali v celoti »posoda dragocenih stvari in ljudi, ki izvirajo iz matere Zemlje tukaj na Novi Zelandiji«. Uradna otvoritev je potekala 14. februarja 1998 na slovesnosti, ki so jo vodili premierka Jenny Shipley, sir Peter Blake in dva otroka. Maorski tradicionalni instrumentalist Richard Nunns je so-vodil glasbenike na slovesnosti ob zori na dan otvoritve. Muzej je imel v prvih petih mesecih delovanja milijon obiskovalcev, vsako naslednje leto pa med 1 in 1,3 milijona obiskov. Leta 2004 je bilo več prostora namenjenega razstavljanju del iz novozelandske umetniške zbirke na dolgoročni razstavi Toi Te Papa: Umetnost naroda. Filmski ustvarjalki Gaylene Preston in Anna Cottrell sta dokumentirali razvoj Te Papa v svojem filmu Getting to Our Place.

### Trenutna stavba
Glavna stavba Te Papa je zgrajena na nekdanjem zemljišču Wellington Harbour Board, na obali v Wellingtonu, na Cable Street. Na tem mestu je bil prej sodoben petnadstropni hotel. Tega so s temeljev dvignili na številne železniške podstavne vozičke in ga prepeljali 200 metrov navzdol in čez cesto na novo lokacijo, kjer je zdaj muzejski hotel.
Te Papa je zasnoval Jasmax Architects, zgradila pa Fletcher Construction. Stavba s 36.000 kvadratnimi metri je do odprtja leta 1998 stala 300 milijonov novozelandskih dolarjev. Potresna ojačitev stavbe na Cable Street je bila dosežena s tehnologijo izolacije podnožja, ki so jo razvili na Novi Zelandiji. Stavba vsebuje šest nadstropij z razstavami, kavarnami in trgovinami z darili, posvečenimi kulturi, zgodovini in okolju Nove Zelandije. Muzej vključuje tudi zunanje prostore z umetnimi jamami, avtohtonim grmovjem in mokrišči. Druga stavba na Tory Street je znanstvenoraziskovalni objekt in skladišče ter ni odprta za javnost.
Proces oblikovanja stavbe je sledil dvokulturnim načelom, ki temeljijo na pogodbi iz Waitangija. Ta proces je vodil Cliff Whiting, ki je delal skupaj s Cheryll Sotheran in Kenom Gorbeyem.

## Zbirke
Zgodovinska zbirka vključuje številne obleke in tkanine, od katerih najstarejše segajo v 16. stoletje. Zgodovinska zbirka vključuje tudi novozelandski poštni arhiv s približno 20.000 znamkami in sorodnimi predmeti ter pacifiško zbirko s približno 13.000 zgodovinskimi in sodobnimi predmeti s pacifiških otokov.
Obstajajo pomembne zbirke fosilov in arheozoologije; herbarij s približno 250.000 posušenimi primerki (Index Herbariorum koda WELT[31]); zbirka okoli 70.000 primerkov novozelandskih ptic; pomembne dvoživke, plazilci in sesalci.
V muzeju je največji primerek redkega ogromnega lignja (Mesonychoteuthis hamiltoni) na svetu. Tehta 495 kilogramov in je dolg 4,2 metra. Lignji so prispeli v muzej marca 2007, potem ko so jih novozelandski ribiči ujeli v Rossovem morju ob Antarktiki. Kulturne zbirke vključujejo zbirke fotografije, māori taonga (kulturni zakladi) in pacifiške kulture.
Muzej Nove Zelandije je tudi dom zbirke Elgar, dragocene zbirke angleškega in francoskega pohištva in slik, od katerih najstarejše segajo v sedemnajsto stoletje. Leta 1946 je muzej Dominion prejel zapuščino nekaterih najboljših starin Fernside Homesteada iz oporoke Elle Elgar. Do leta 1992 so bile te starine razstavljene v starih sobah v Dominionskem muzeju, predmeti iz zbirke Elgar pa so trenutno razstavljeni po Te Papi.

## Arhivi
Arhivi so v ločeni stavbi na Tory Street 169 in so odprti za raziskovalce po dogovoru. Obstajata dve kategoriji arhivskih zbirk: muzejski arhiv in zbrano arhivsko gradivo.
Muzejski arhiv sega v čas ustanovitve Kolonialnega muzeja leta 1865 in obsega arhive Jamesa Hectorja. Del teh arhivov je tudi arhiv Narodne galerije umetnosti Nove Zelandije. Zbrani arhivi so razdeljeni v dve skupini:
1. Umetnostni zapisi in drugi arhivski papirji s strokovnih področij; na primer arhivi Tossa Woollastona, Lois White in Leonarda Mitchella
2. Raznovrstno arhivsko gradivo, ki vključuje dnevnik Feltona Mathewa, generalnega geodeta v času podpisa mirovne pogodbe v Waitangiju, ter bojne načrte in korespondence v zvezi s prvo svetovno vojno; na primer galipolski dnevnik kapitana E.P. Cox.[18]

## Razstave
Razstave Te Papa segajo od dolgoročnih razstav o naravnem okolju in družbeni zgodovini Nove Zelandije do kulturnih prostorov in potujočih/začasnih razstav. Večina jih je praktičnih in interaktivnih. Dolgoročne razstave kulturnih predmetov se osredotočajo na zgodovino Nove Zelandije, kulturo Maorov in naravni svet Nove Zelandije. Praktične in interaktivne razstave se osredotočajo na privabljanje mladih obiskovalcev in vključujejo zunanje površine, zgrajene in zasajene za Te Papa. Ključni kulturni prostor je Rongomaraeroa marae (občinski ali sveti kraj, ki služi verskim in družbenim namenom v polinezijskih družbah) z nenavadnim whakairo (maorska tradicionalna umetnost rezbarjenja v les, kamen ali kost) v wharenui (skupna hiša ljudstva Māori), Te Hono ki Hawaiki.
Vse stalne razstave so brezplačne. Številne začasne razstave poznajo vstopnice, vendar imajo lahko občasne proste dni.
Leta 2018 sta bili razstavi Mountains to Sea in Awesome Forces zaprti, njuno mesto pa je prevzela Te Taiao Nature. Ta nova razstava se je odprla 11. maja 2019 z razstavo na 1400 kvadratnih metrih, ki se osredotoča na naravno okolje Nove Zelandije. Razstava ohranja več značilnosti starih eksponatov, kot sta simulacija potresne hiše in 495-kilogramski kolosalni lignji.
Leta 2022 je bila razstava Manu Rere Moana obnovljena, da odraža razvoj tradicionalne navigacije od njene prve postavitve.

## Knjižnica
Knjižnica Te Aka Matua, prej javno dostopna knjižnica, je zdaj odprta samo za raziskovalce po dogovoru med 10.00 in 17.00, od ponedeljka do petka. Knjižnica je pomemben raziskovalni in referenčni vir, s posebnimi prednostmi na Novi Zelandiji, Maorih, naravoslovju, umetnosti, fotografiji in muzejskih študijah. Nahaja se v četrtem nadstropju glavne stavbe.